# Wetterkühlung
Als Wetterkühlung bezeichnet man im Bergbau das Kühlen von Teilwetterströmen mittels technischer Hilfsmittel und Maschinen. Durch eine gezielte Wetterkühlung ist es machbar, die Arbeit der Bergleute in stark erwärmten Grubenbauen zu ermöglichen oder zu erleichtern.

## Grundlagen
Die Gesteinstemperatur nimmt aufgrund der geothermischen Tiefenstufe in bestimmten Abständen um ein Grad zu. Durch die hohen Gesteinstemperaturen kommt es auch zu einer Erwärmung der Wetter. Im rheinisch westfälisch Steinkohlenrevier erhöht sich die Temperatur zusätzlich aufgrund der temperatursteigernden Mergelschicht, je 100 Meter Mergelschicht steigt hier die Temperatur um zusätzliche drei Grad an. Dies führt bereits bei einer Teufe von 725 Metern mit einer 200 Meter mächtigen Mergelschicht zu einer Gesteinstemperatur von 35° Celsius. In einigen Gebieten kommt es aufgrund des Nebengesteins mit zunehmender Teufe zu einer ungewöhnlich hohen Temperaturzunahme. Eine weitere Temperaturerhöhung kann im Steinkohlenbergbau durch die Selbsterhitzung von Steinkohlenflözen entstehen. Dies alles führt dazu, dass ab einer bestimmten Teufe die Wettertemperatur so hoch ist, dass es zu einer klimatischen Belastung der dort arbeitenden Bergleute kommt.

## Geschichtliches
Bereits im 19. Jahrhundert kam es beim Tiefbau zu Problemen mit hohen Wettertemperaturen. Auf einem Bergwerk im Washoe Mining Distrikt kam es bereits in einer Teufe von 500 Metern zu einer ungewöhnlich hohen Temperaturzunahme der Gesteinstemperatur. Da dieses Bergwerk in einem Gebiet abbaute, in dessen Nähe sich jungvulkanisches Nebengestein befand, stieg die Gesteinstemperatur aufgrund der dort herrschenden geringen Geothermischen Tiefenstufe auf Werte von bis zu 87 Grad Celsius an. Aufgrund dieser hohen Gesteinstemperaturen kam es selbst bei einem starken Wetterzug zu Wettertemperaturen von 43¾ Grad Celsius. In weniger stark bewetterten Grubenbaue stieg die Temperatur auf 50 bis 65 Grad Celsius an. Aber auch das Vordringen des Abbaus in immer größere Tiefen und die damit verbundene Temperaturerhöhung führte gegen Ende des 19. Jahrhunderts dazu, dass es weltweit auf einigen Bergwerken zu großen Problemen kam.

## Kühlmethoden
Eine erste Möglichkeit die Wettertemperatur zu senken, ist die Erhöhung der Wettermenge. Eine Erhöhung der Wettermenge ist jedoch gleichzeitig verbunden mit einer Erhöhung der Wettergeschwindigkeit. Bei dieser Methode stößt man dann schnell an die Grenze des Machbaren. Eine weitere Methode, die Wetter abzukühlen, ist das Versprühen von fein verteiltem Wasser im einziehenden Wetterstrom. Durch die Wasserverdunstung in der trockenen Luft kommt es zu einer Senkung der Lufttemperatur. Die Wettertemperatur sinkt um 1,9 °C, wenn die Luft pro Kubikmeter ein Gramm Wasser aufnimmt. Allerdings kommt es durch die Kühlung der Wetter zu einer unerwünschten Sättigung der Luft mit Wasserdampf. Dies führt letztendlich dazu, dass die Kühlwirkung der Luft nicht wesentlich verbessert wird. Hat das Wasser eine deutlich niedrige Temperatur als der Wetterstrom, so kommt es dennoch zu einer unmittelbaren Kühlung der Luft durch das Wasser. Diese Wirkung ist umso besser, je größer die Temperaturdifferenz zwischen Wasser und Luft ist und umso größer die verwendete Wassermenge ist. Dieses Prinzip nutzt man durch den Einbau von Wasserbrausen aus. Durch diese Wasserbrausen lässt sich die Wettertemperatur beträchtlich herabkühlen.
Eine weitere Methode zur Abkühlung der Wettertemperatur ist das Ausströmen von Druckluft. Die entweicht aus Arbeitsmaschinen oder gezielt aus Strahldüsen. Diese ausströmende trockene und kalte Druckluft kann dem Wetterstrom komplett beigemischt werden oder über Rohrleitungen gezielt zu einem Betriebspunkt gelenkt werden. Die Druckluft wirkt auf zweifache Art und Weise. Aufgrund der trockenen Druckluft wird die Luftfeuchtigkeit in den Wettern gesenkt. Durch die Vermischung mit der kühlen Druckluft kommt es gleichzeitig zu einer Senkung der Wettertemperatur. Eine weitere Methode zur Kühlung der Wetter ist die Verwendung von natürlichem Eis. Diese Methode wurde in amerikanischen Bergwerken und im Simplontunnel praktiziert. Mit Eisblöcken, die man in große Tonnen stellte, wurde der Wetterstrom im Bereich der Ruhestationen abgekühlt.
Auf den Bergwerken Radbod und Westfalen wurde eine Methode angewendet, bei der Teilströme der Wetter durch Wärmeschutzmittel kühlgehalten wurden. In einzelnen Strecken wurden auf der Sohle Lutten zur Bewetterung verlegt. Diese Lutten wurden in Schlackenwolle oder Sägemehl eingebettet, um die in den Lutten befindliche Luft zu isolieren. Durch diese Methode konnte vor Ort eine wesentliche Kühlwirkung erreicht werden. Eine andere Methode wurde auf den Zechen Sachsen und Radbod angewendet. Hier wurden in Strecken, in denen sich die Wetter besonders stark erwärmten, an der Firste und an den Stößen eine Verschalung angebracht. Der Zwischenraum zwischen Gebirge und Verschalung wurde mit Flugasche oder Sägemehl gefüllt. Durch diese Methode konnte die Temperaturzunahme des Wetterstromes in einer 260 Meter langen Richtstrecke von sechs Grad auf ein Grad gesenkt werden. Um eine noch bessere Wetterkühlung zu erreichen, ist der Einsatz von Wetterkühlmaschinen erforderlich.